# Гомосексуальность и педофилия

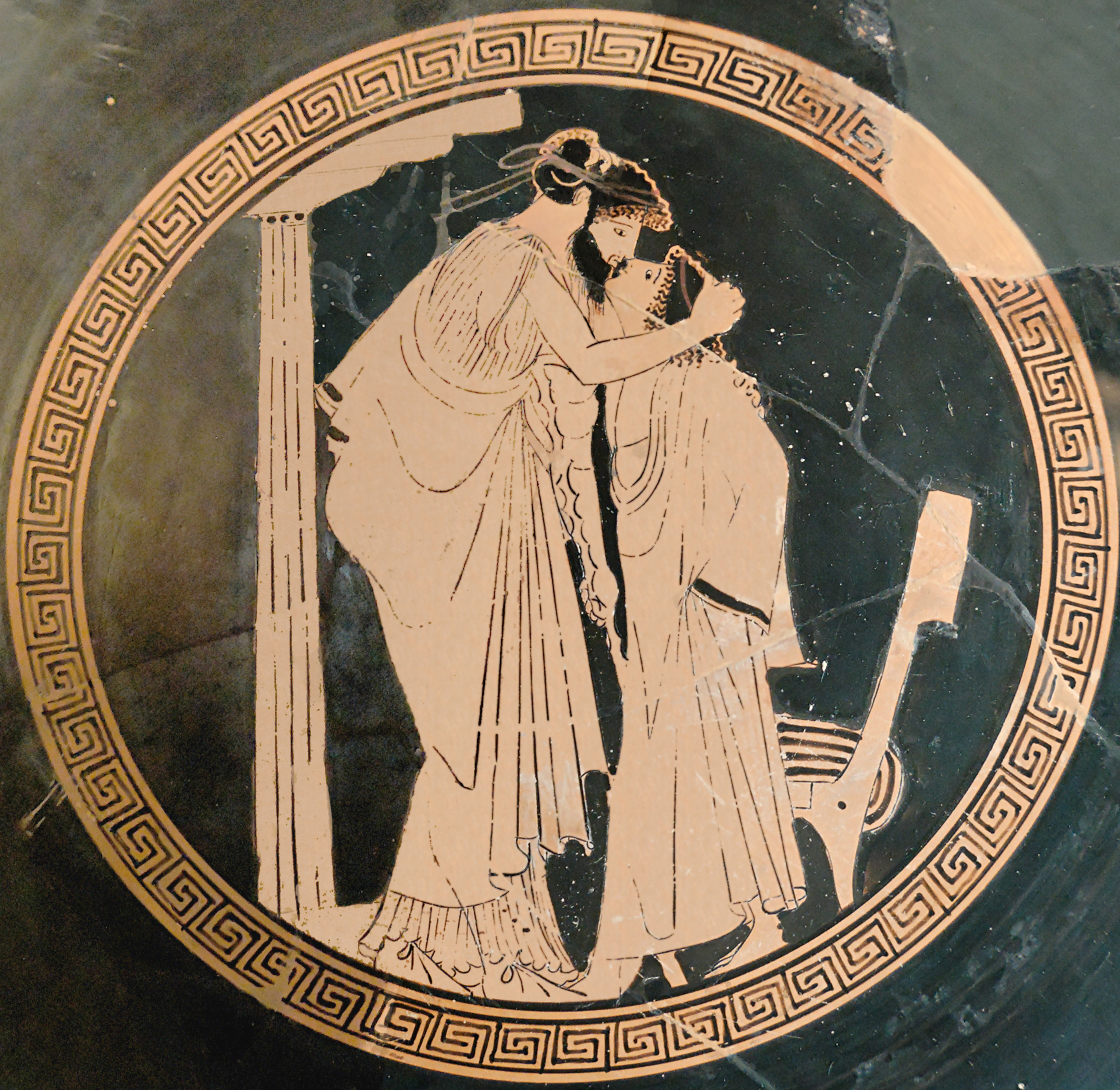
«Поцелуй» (Эрастес-любящий и эроменос-любимый), роспись краснофигурного сосуда, мастер Брисеиды, ок. 480 года до н. э.

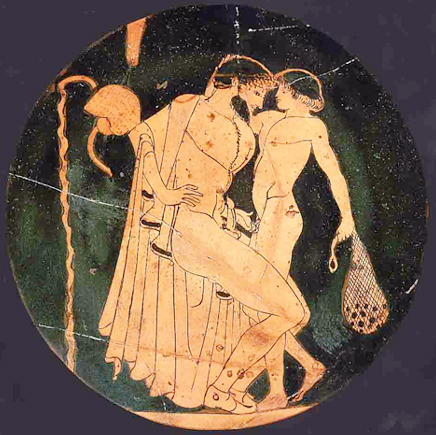
Педерастическая сцена в палестре; мальчик-эромен держит в руках сумку с игральными костями — подарок от мужчины-эрастеса. Роспись на сосуде, Оксфордский музей

Гомосексуальность и педофилия и их возможная взаимосвязь являются предметом рассмотрения судебной медицины, психологии и сексологии, а также предметом общественного дискурса.
Ряд авторов научных публикаций указывают на связь между растлением в детстве и последующим гомосексуальным поведением жертв уже во взрослом возрасте, авторы других публикаций оспаривают такую связь. Хотя некоторые исследователи и социально-консервативные организации, такие как Американский колледж педиатров и Family Research Council, утверждают, что гомосексуалы могут быть более склонны к совершению насилия над детьми, в современных обзорах литературы утверждается, что такие выводы не могут быть сделаны из существующих данных. Кроме того, исследователи отмечают, что гомосексуальные педофилы, по сравнению с гетеросексуальными, как правило, совершают бо́льшее число сексуальных действий и в отношении бо́льшего числа детей.
Несмотря на то, что в настоящее время ЛГБТ-активисты стремятся отмежеваться от педофилии, данная тематика не всегда была табуированной в ЛГБТ-движении. Этот спорный вопрос долгое время обсуждался среди ЛГБТ-активистов (в частности, в контексте законодательных ограничений в отношении возраста сексуального согласия), являясь частью наследия «гей-освободительного движения». Дебаты о педофилии занимали важное место в истории ILGA — международной организации геев и лесбиянок с самого начала её создания в 1978 году. Несмотря на часто сложные отношения педофильских и гомосексуальных групп, которые могли частично совпадать, обе эти группы иногда вместе боролись за свои права. Педофилия явно поддерживалась некоторыми представителями гей-освободительного движения. И сегодня активисты про-педофильских организаций, призывая к солидарности, продолжают использовать риторику «гей-освобождения» для отстаивания своих прав и оспаривают мнение, что секс между представителями разных поколений обязательно подразумевает сексуальное насилие. История ILGA отслеживает трансформацию отношения к педофилии внутри международного ЛГБТ-движения, перешедшего от диалога с про-педофильскими группами к явному их осуждению.
Законодательства ряда стран видят в гомосексуальности потенциальную опасность растления детей, в связи с чем устанавливают разные границы возраста сексуального согласия для однополых и разнополых отношений, а также ограничивают, в некоторых случаях, публичные мероприятия ЛГБТ или распространение соответствующей продукции (литературы, фильмов и др.), связывая их с «пропагандой гомосексуализма».

## Историко-культурные истоки

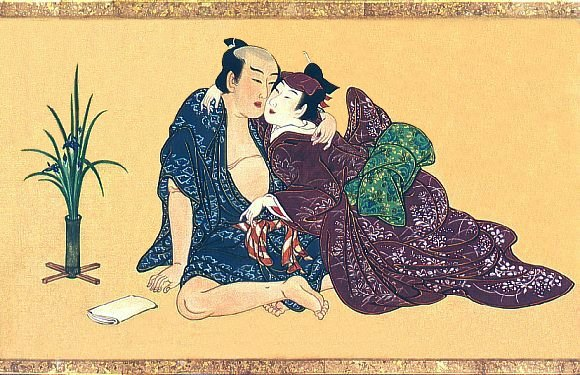
Гомоэротическая сюнга из Японии, ок. 1750 года

В отличие от господствующей сегодня западной андрофильной модели гомосексуальные отношения в древних культурах античной Греции, древнего Китая и исламских государств носили преимущественно педерастический характер (хотя и не педофильный в смысле влечения к допубертатным мальчикам). Под педерастическими понимаются отношения взрослого мужчины с мальчиком или юношей 12-17 лет. Изданная в 1990 году «Энциклопедия гомосексуальности» называет такие отношения наиболее распространёнными гомосексуальными отношениями за всю историю человечества, однако утратившими сегодня своё значение в современных западных культурах Европы и Северной Америки. Энциклопедия утверждает, что переход к доминированию андрофилии наблюдается в Европе и Северной Америке с началом индустриализации, а в большинстве других стран мира такой переход находится лишь на начальном этапе.
Действительно, историко-культурные истоки педерастии берут своё начало в практикующихся в древних обществах обрядах посвящения в мир мужчин через половую близость со старшим мужчиной-наставником. Такая связь юноши-воспитанника со взрослым мужчиной-покровителем не только не осуждалась, но считалась естественной и даже поощрялась обществом. Педерастия процветала не только в примитивных архаичных обществах, но и в ряде высокоразвитых культур, в том числе в Древней Греции, средневековых Японии и Корее, а также в средневековых исламских государствах.
Педерастия в Древней Греции являлась неотъемлемой частью древнегреческой культуры и системы образования и воспитания и нашла своё отражение также и в античной древнегреческой литературе. При этом речь идёт не о детях, а о мальчиках подросткового и юношеского возраста. Половые сношения с мальчиками допубертатного возраста, не достигшими полового созревания, осуждались и наказывались в античном мире, так же, как и сегодня. Сексуальные отношения молодых мужчин с рабами-юношами также имели широкое распространение в Древнем Риме.
Исследователи наблюдают параллели к античной педерастии в корейских хваранах и японском институте самураев. Педагогическая педерастия имела место в X веке в Японии среди буддистских монахов и в самурайской среде (сюдо). К XVII веку такая форма педерастии уступила, однако, место гомосексуальной проституции актёров-юношей кагэма театра кабуки. Однополые отношения между взрослым мужчиной и юношей имели место также и в культурах Китая и Индии, не подвергшихся влиянию христианства и ислама.
Гомосексуальные отношения между мальчиками и юношами, а также между холостыми мужчинами и мальчиками считались естественными до вступления ими в брак у индейцев майя вплоть до XV века. Гомосексуальная инициация мальчиков взрослыми мужчинами до сих пор наблюдается в некоторых традиционных культурах Океании, Африки, Южной и Юго-Восточной Азии. В культуре многих племенных народностей гомосексуальные отношения с разницей в возрасте в целом остаются во многом и до сих пор нормативными. В частности, в некоторых племенах Новой Гвинеи инициация мальчиков происходит путём приёма спермы взрослых мужчин через рот или путём пенетрации.

## Терминологическая проблематика
В строгом смысле к педофилии следует относить лишь те случаи, когда старший партнёр достигает как минимум 16 лет, а разница между растлителем и жертвой составляет не менее 5 лет. Случаи, когда жертвы уже достигают половой зрелости независимо от их возраста следует, вообще говоря, относить не к педофилии, а к эфебофилии. Сексуальные контакты между взрослыми мужчинами и половозрелыми лицами юношеского возраста, в первую очередь того же пола, хотя и осуждаемы в обществе, однако их причисление к проявлениям педофилии весьма спорно.
Исследователи Холл и Холл, проведя значительный анализ литературы по вопросам исследования мужской педофилии, отмечают, что в научной литературе мужчины-педофилы часто классифицируются в зависимости от пола растлённых ими детей. Так рассматриваются гомосексуальная педофилия (к таким случаям относят мужчин-педофилов, которых сексуально привлекают только мальчики), гетеросексуальная педофилия (сексуально привлекают только девочки) и бисексуальная педофилия (сексуально привлекают дети обоих полов). Грегори Херек, профессор психологии в Калифорнийском университете в Дэвисе, подчёркивает, что в случае употребления понятия гомосексуального растления (также как и гетеросексуального) речь не идёт о сексуальной ориентации растлителя, а слова «гомосексуальный» и «гетеросексуальный» обозначают лишь однополый или разнополый характер совершённых сексуальных действий в отношении ребёнка, ничего не говоря о сексуальной ориентации растлителя. Исторические же выделение гомосексуальной педофилии в отдельный предмет научных исследований вообще произошло относительно недавно, и на первых этапах рассмотрение отношений между взрослым мужчиной и мальчиком происходило в общих рамках изучения гомосексуальности.
В 2000 году сексологом Рэйем Блэнчардом для обозначения сексуальных предпочтений в отношении взрослых людей был введён термин «телейофилия» (англ. teleiophilia), который дополнил континуум педофилия (влечение к детям) — гебефилия (влечение к неполовозрелым подросткам) — эфебофилия (влечение к половозрелым подросткам) — телейофилия — геронтофилия (влечение к пожилым людям). Таким образом, гомосексуальных мужчин, которых привлекают взрослые мужчины для отличия от гомосексуальных педофилов можно называть гомосексуальными телейофилами. В науке их принято также называть андрофилами. Впервые же выделять среди гомосексуальных мужчин эфебофилов, которых привлекают юноши с подросткового возраста (примерно 17-20 лет), андрофилов, предпочитающих взрослых мужчин от 20 до 50 лет, и геронтофилов, предпочитающих мужчин после 50 лет, предложил известный немецкий сексолог Магнус Хиршфельд ещё в начале XX века.
Российский сексолог и социолог Игорь Кон также призывал различать гомосексуальную педофилию и обычную гомосексуальность (по сути: гомосексуальную телейофилию), так как, согласно Кону, гомосексуальных педофилов не привлекают взрослые мужчины и обычных гомосексуалов не привлекают допубертатные и пубертатные мальчики.
Николас Грот, основываясь на своём многолетнем опыте работы, в 1978 году предложил другую классификацию педофилов, выделив среди них две группы:
- Фиксированный тип (также истинная педофилия или эксклюзивная педофилия). К этому типу большей частью относятся мужчины с диагностированной педофилией, у которых наблюдается полное или преобладающее отсутствие сексуального интереса к людям своего возраста обоих полов, несформированная взрослая сексуальность и часто незрелая личность. Среди этой группы педофилов преобладают мужчины с фиксированной сексуальной ориентацией на мальчиков пубертатного и подросткового возраста, а также девочек допубертатного возраста. Отмечается высокий риск рецидива преступлений.
- Регрессивный тип (также заместительная педофилия или инклюзивная педофилия). К этому типу относятся, по большей части, мужчины со сформированной взрослой сексуальностью, которые во время стрессовой ситуации (психологической регрессии) могут совершать сексуальные действия заместительного характера по отношению к детям. Пол детей может быть любым, но чаще — девочки. Жертвы нередко принадлежат близкому окружению, в том числе могут быть из собственной семьи. По причине отсутствия сексуальной фиксации на детях, риск рецидива значительно ниже, чем у педофилов фиксированного типа.

Некоторыми авторами эта типология иногда дополняется и третьим — социопатным типом, склонным к садистским действиям, для которого пол ребёнка, вообще говоря, не имеет никакого значения.
Грегори Херек отмечает, что при рассмотрении различных научных исследований, касающихся сексуальных преступлений против детей и подростков, могут также возникать терминологические трудности, связанные с отождествлением педофилии (как болезненного состояния) и сексуальных действий в отношении детей (как фактического действия), что, по его мнению, не является правильным, так как не все педофилы совершают сексуальные действия в отношении детей и, наоборот, не все лица, совершающие сексуальные действия в отношении детей, являются педофилами в медицинском понимании.

## Исследования лиц, совершивших сексуальное насилие по отношению к детям
Среди лиц, совершающих сексуальные преступления против детей и подростков, в целом преобладают гетеросексуальные мужчины; у женщин же педофилия вообще выявляется редко. Женская педофилия в целом изучена довольно плохо. Значительная часть детей и подростков, подвергшихся сексуальным домогательствам со стороны взрослых, — девочки (70—85 %). В 75 % случаев мужчина-педофил в качестве жертвы выбирает исключительно девочек и в 20—23 % — исключительно мальчиков. Мужчины-педофилы чаще женщин в качестве жертвы выбирают ребёнка или подростка того же пола, так как мальчики вообще легче вступают в половой и эмоциональный контакт со взрослыми, чем девочки.

### Сравнительный анализ случаев гомосексуального и гетеросексуального растления детей
Холл и Холл в своём обобщающем анализе имеющихся исследований по вопросам мужской педофилии приходят к выводам, что число гомосексуальных педофилов колеблется от 9 % до 40 % всех описанных случаев педофилии. Авторы отмечают, что этот показатель в 4—20 раз превышает процент взрослых мужчин, имеющих гомосексуальные влечения к взрослым мужчинам (исходя из 2-4 % распространения взрослой гомосексуальности). По словам исследователей, полученные данные однако не свидетельствуют о том, что гомосексуалы более склонны к растлению детей; но они говорят о том, что бо́льший процент педофилов имеет гомосексуальную или бисексуальную ориентацию в отношении детей.
Многие авторы, сравнивая случаи гомосексуальной и гетеросексуальной педофилии, приходят к выводам, что гомосексуальные педофилы, как правило, совершают большее число сексуальных действий и в отношении большего числа детей, чем гетеросексуальные. Также многие авторы указывают на то, что гомосексуальные педофилы имеют более высокий показатель рецидива преступлений по сравнению с другими группами сексуальных преступников. В общем, гомосексуальные и бисексуальные педофилы также обнаруживают более высокие показатели рецидива по сравнению с гетеросексуальными педофилами.
Холл и Холл, ссылаясь на исследования Джина Абеля и Норы Харлоу (2001), отмечают, что в среднем в преступлениях, не связанных с инцестом, гомосексуальные педофилы совершали насилие в отношении большего количества детей и с бо́льшим количеством актов, чем гетеросексуальные. Так, согласно Абеля и Харлоу, исследуемые ими гомосексуальные педофилы растлили в среднем 150,2 детей, совершив 281,7 акта, а гетеросексуальные — 19,8 детей в 23,2 актах. Согласно другому более раннему исследованию Абеля и др., гетеросексуальные педофилы растлили в среднем 5,2 детей в 34 актах; гомосексуальные педофилы — 10,7 детей в 52 актах; бисексуальные педофилы — 27,3 детей в более 120 актах. В инцестных же растлениях, по данным Абеля и Харлоу, у гетеросексуальных педофилов в среднем было 1,8 жертв и 81,3 сексуальных акта, а у гомосексуальных — 1,7 жертв и 62,3 сексуальных акта. В ходе данных исследований Абелем и Харлоу были изучены 3952 мужчин, совершивших сексуальные преступления против детей 13 лет и младше. Авторы исследования также выявили, что около 77 % исследуемых мужчин были женаты или разведены. Примерно 19 % мужчин растлили родного ребёнка, ещё 30 % — приёмного и ещё 5 % — внука или внучку. Среди педофилов, совершивших растление девочек, растлевали также и мальчиков 21 %. А среди педофилов, растлевавших мальчиков, растлевали также и девочек 53 %.
Исследователь Джон Хьюз приводит два примера наиболее ужасающих гомосексуальных педофилов, к которым он относит колумбийского маньяка Луиса Гаравито, изнасиловавшего и убившего более 200 мальчиков и немецкого серийного убийцу Юргена Барча, изнасиловавшего и убившего четырёх мальчиков.
Исследование Клауса Байера, опубликованное в 1998 году, в результате лонгитюдного анализа 186 педофилов также выявило, что рецидиву подвержены до 50 % гомосексуальных и бисексуальных педофилов и до 25 % гетеросексуальных педофилов. При этом исследователями были выявлены различия в характеристиках этих групп педофилов. Так, рецедивные гомосексуальные педофилы: 1) являются эксклюзивными педофилами; 2) обладают средним или выше среднего интеллектом; 3) находились в среднем возрасте во время своего первого преступления; 4) ориентированы на детей 12-14 лет; 5) имели половые сношения в более раннем возрасте, чем нерецедивные педофилы; 6) имеют диагностицированные расстройства личности. Рецедивные гетеросексуальные педофилы: 1) имеют плохие семейные отношения; 2) имели первый половой акт до 19 лет; 3) совершили первое преступление в среднем возрасте или старше; 4) совершали растление 3-5 летних, как правило, незнакомых им детей. В своей монографии «Сексуальные расстройства» Байер объясняет больший показатель рецидива у гомосексуальных педофилов тем, что около половины гомосексуальных педофилов относятся к фиксированному типу («истинная педофилия»), при том, что у 3/4 гетеросексуальных педофилов обнаруживается заместительный характер сексуальных действий по отношению к детям.
Исследователи Холл и Холл в своём обзоре также отмечают, что большинство мужчин-педофилов, ориентированных на девочек, предпочитает детей 8-10-летнего возраста, а мужчин-педофилов, ориентированных на мальчиков — детей 10—13 лет. Это согласуется также и с другими авторами, говорящими, что мужчины-педофилы, ориентированные на мальчиков, предпочитают более взрослых детей и подростков, чем те, которые ориентированы на девочек. Например, исследование Маршалла и др. (1988) сравнивало 21 мужчину, совершивших действия сексуального характера в отношении мальчиков до 16 лет при минимальной разнице в возрасте 5 лет. В результате применения фаллометрических методов исследователи измеряли сексуальное возбуждение испытуемых на различные образы обнажённых мужчин и женщин разных возрастов (в том числе несовершеннолетних). В результате экспериментов исследователи причислили 7 из испытуемых к гомосексуалам, показывавшим большее сексуальное возбуждение в отношение мужских образов, и 14 — к гетеросексуалам, более реагировавшим на женские образы. Кроме того, исследователями было установлено, что наибольшее сексуальное возбуждение исследуемые педофилы, отнесённые ими к гомосексуальной группе, показали в отношении образов 15-летних мальчиков, а педофилы, отнесённые к гетеросексуальной группе, — в отношении 11-летних девочек.

### Исследования взрослой сексуальной ориентации у растлителей
Многие исследователи говорят о том, что следует отделять пол ребёнка — жертвы педофила и сексуальную ориентацию растлителя, так как у многих педофилов полностью отсутствует сексуальная ориентация по взрослому типу и они сексуально фиксируются исключительно на детях — девочках или мальчиках, либо детях обоих полов.
В своей многолетней работе с мужчинами, совершившими сексуальные действия по отношению к детям, Николас Грот с коллегами выявили, что 47 % исследованных ими мужчин относятся к фиксированному типу педофилов и около 53 % — к регрессивному типу (в том числе 40 % показывают взрослую гетеросексуальную и 13 % — бисексуальную ориентацию). В то же время ни у одного из педофилов регрессивного типа ими не была выявлена взрослая гомосексуальная ориентация (у фиксированных педофилов сексуальная ориентация по взрослому типу не наблюдается). Исследовав в общей сложности 175 мужчин, совершивших сексуальные преступления в отношение детей, Грот и Бирнбаум пришли к выводам, что основная часть регрессивных мужчин-педофилов обнаруживает гетеросексуальную ориентацию в их взрослом сексуальном поведении независимо от того, совращали ли они мальчиков или девочек. В публикации 1978 года авторы выдвинули гипотезу о возможности взаимного исключения взрослой гомосексуальности (андрофилии) и гомосексуальной педофилии у мужчин. Также авторы предположили, что взрослые гетеросексуальные мужчины представляют бо́льшую угрозу для детей, чем взрослые гомосексуальные мужчины.
Курт Фройнд и др. в результате проведённых исследований (1984) заключили, что механизмы развития сексуальных предпочтений по полу и возрасту партнёра у мужчин не являются независимыми друг от друга, а развитие гетеросексуальных или гомосексуальных педофильских наклонностей вызвано факторами, отличными от тех, которые способствуют развитию андрофилии (сексуального влечения к взрослым мужчинам) или гинекофилии (сексуального влечения к взрослым женщинам). Фройнд и др. в исследовании (1989), используя фаллометрические тесты, пришли к выводам, что гомосексуальные мужчины, эротическое влечение которых ориентировано на взрослых мужчин (андрофилы), реагируют на мальчиков не более, чем гетеросексуальные мужчины, эротическое влечение которых направлено на взрослых женщин (гинекофилы), — на девочек.
В исследовании Фройнда и Уотсона (1992), изучающем пропорции гетеросексуальных и гомосексуальных педофилов среди сексуальных преступников в отношении детей, содержатся выводы о непропорционально большей доле сексуального насилия в отношении детей со стороны гомосексуальных педофилов (при этом не имеются в виду гомосексуальные телейофилы). Как отмечают авторы, в предыдущих исследованиях соотношение сексуальных преступлений в отношении детей женского пола против сексуальных преступлений в отношении детей мужского пола составляло 2:1 при общем соотношении гинефилов к андрофилам в популяции 20:1. Используя фаллометрические тесты для определения доли истинных педофилов среди различных групп сексуальных преступников, Фройнд и Уотсон рассчитали соотношение гетеросексуальных и гомосексуальных педофилов как 11:1, что, по их мнению, говорит о том, что доля истинных педофилов среди лиц с гомоэротическим развитием превышает долю истинных педофилов среди лиц с гетеросексуальным развитием. Это, как указывают авторы, вовсе не означает, что андрофилы более, чем гинефилы, склонны к сексуальному насилию в отношении детей — утверждение, по их мнению, являющееся «мифом, опровергнутым ими в предыдущем исследовании» 1989 года. Исследователи также отметили, что их результаты поддерживают гипотезу, согласно которой гомосексуальное развитие часто может приводить не к формированию андрофилии (сексуального влечения к взрослым мужчинам), а к формированию гомосексуальной педофилии.
Выводы исследования Фройнд и Уотсон (1992) повторяют в своих обзорах литературы Джон Хьюз и Холл и Холл. Комментируя результаты этого исследования, Холл и Холл отмечают, что эти данные не свидетельствуют о том, что гомосексуалы более склонны к растлению детей, а свидетельствуют лишь о том, что бо́льший процент педофилов имеет гомосексуальную или бисексуальную ориентацию в отношении детей.
Кэрол Дженни и др. (1994) описали результаты изучения 352 медицинских карты жертв педофилов (всего 276 девочек и 76 мальчиков в возрасте от 7 месяцев до 17 лет; средний возраст 6,1 лет), придя к аналогичным выводам: после отсеивания нерелевантных случаев осталось 269 жертв, из которых 82 % подверглось сексуальным действиям со стороны гетеросексуального партнёра близкого родственника ребёнка и только и лишь в двух случаях — со стороны гея или лесбиянки. На основании этих данных процент гомосексуалов — растлителей детей был оценён ими в не более 3,1 %, что соответствует доле гомосексуалов в популяции.
Исследования Джина Абеля и Норы Харлоу (2001) также показали, что лишь у 7 % исследованных полностью отсутствует сексуальный интерес к взрослым партнёрам. Из всех мужчин, совершивших сексуальное действие по отношению к мальчикам, сексуальный интерес к взрослым партнёрам был выявлен в 1038 случаях, из них 8 % проявляли исключительно гомосексуальный интерес, 51 % — исключительно гетеросексуальный, 19 % — преимущественно гетеросексуальный и 9 % — гетеросексуальный и гомосексуальный.

### Возможное влияние гомосексуальности на педофильские наклонности

#### Публикации, указывающие на влияние гомосексуальности на педофильские наклонности
В антигомосексуальном движении нередко цитируются работы, опубликованные социально-консервативной пропагандистской группой «Американский колледж педиатров». Также различными организациями антигомосексуальной направленности часто используются публикации Пола Кэмерона, который в своих работах делает вывод о связи педофилии и гомосексуальности. Например, в статье Homosexual molestation of children/sexual interaction of teacher and pupil Кэмерон проводит анализ 19 исследований на тему насилия в отношении детей, приходит к выводу, что «практикующие гомосексуальные акты минимум в 12 раз более склонны сексуально приставать к ребёнку. С учётом бисексуалов (которые могут сексуально приставать к детям обоих полов) — в 16 раз. Обзор зарегистрированных случаев сексуальных контактов учитель/ученик показали, что из 30 случаев, описанных в литературе, 24 являются гомосексуальными актами». Далее Кэмерон делает вывод, что «учителя, которые практикуют гомосексуальные акты, в 90-200 раз более склонны к сексуальным контактам с учениками, нежели учителя, которые ограничиваются гетеросексуальными актами». Работа была опубликована в 1985 году в журнале Psychological Reports.

#### Публикации, оспаривающие влияние гомосексуальности на педофильские наклонности
Профессор Грегори Херек, критикуя работы Кэмерона, говорит о том, что тот по умолчанию исходит из того, что все случаи гомосексуальной педофилии относятся к гомосексуальным мужчинам. Кроме того, по словам Херека, работы Кэмерона содержат методические ошибки и искажённые интерпретации результатов чужих исследований (подробнее — см. статью о Поле Кэмероне). В свою очередь, критические замечания Херека в адрес Кэмерона сами являются предметом профессиональной критики. Так, отмечая потенциальную уместность критики, профессор психологии Уолтер Шумм пишет, что методологические ограничения не являются редкостью в современных исследованиях, тем более исследованиях особенных групп населения, таким образом, наилучшим ответом с научной точки зрения было бы проводить исследования, а не заниматься их критикой. При этом все другие исследователи, ссылающиеся на работы Херека, поддерживают критику Кэмерона со стороны Херека. В частности, Стивенсон в обзоре литературы, опубликованном в 2000 году в журнале Journal of Psychology & Human Sexuality, отмечает, что, согласно анализу Херека, необъективные и ненаучные публикации Кэмерона были дискредитированы и не цитируются серьёзными учёными. Мартин и Мизан в обзоре литературы, опубликованном в 2003 году в журнале Journal of Gay & Lesbian Social Services, а также Беттингер в обзоре литературы, опубликованном в 2010 году в журнале New Horizons in Adult Education and Human Resource Development, ссылаясь на работы Херека, отмечают, что исследования Кэмерона нанесли большой вред, способствуя распространению необоснованных стереотипов о представителях ЛГБТ-сообщества. Аналогичные выводы делают Расселл и др. в обзоре литературы, опубликованном в 2011 году в журнале Traumatology, а также Роффи и Уэйлинг в исследовании, опубликованном в 2016 году в журнале Research Ethics. Хегарти в книге Queer methodologies, опубликованной в 2007 году академическим издательством Routledge, ссылаясь на критику Кэмерона со стороны Херека, отмечает, что количественные методы психологии ЛГБТ зарекомендовали свою полезность в опровержении «гомофобных мифов» и недобросовестных исследований. Спиви и Робинсон в обзоре литературы, опубликованном в 2010 году в журнале Genocide Studies and Prevention: An International Journal, ссылаясь на критику Кэмерона со стороны Херека, отмечают, что Кэмерон сознательно исказил социологические исследования гомосексуальности, чтобы обосновать свой «анти-гей политический активизм».
Исследования Кэмерона критикуют также Уильям Херрон и Мэри Херрон (1996), Мартин и Мизан (2003), Голд и др. (2009), М. Бэйли и др. (2016)[уточнить]. Такие организации, как Американская психологическая ассоциация, Американская социологическая ассоциация и Канадская психологическая ассоциация не раз обвиняли Кэмерона в искажении данных. А правозащитная организация Southern Poverty Law Center внесла его в свой лист экстремистов.
Дэвид Ньютон, проведя обзор имевшихся по состоянию на 1978 год исследований по вопросу связи гомосексуального поведения и растления детей, отмечает наличие в них методологических проблем, которые нельзя легко решить. Согласно его выводам, имеющиеся исследования не дают оснований ни для каких выводов кроме как о случайных связях между гомосексуальным поведением и растлением несовершеннолетних.
По мнению экспертной комиссии Национального Совета по Научным Исследованиям США, отражённому в отчёте за 1993 год, большинство лиц, совершающих сексуальное насилие в отношении мальчиков, не проявляют сексуального интереса к взрослым мужчинам.
В своём обзоре литературы по данной теме профессор Грегори Херек отмечает: «Преобладающим среди исследователей и профессионалов, работающих в области сексуального насилия в отношении детей, является такой взгляд, согласно которому гомосексуальные и бисексуальные мужчины не представляют какой-либо особой опасности для детей… Эмпирические исследования не демонстрируют, что вероятность сексуального насилия со стороны геев или бисексуальных мужчин выше, чем со стороны гетеросексуальных мужчин… Многие насильники детей вообще не имеют взрослой сексуальной ориентации; они фиксированы на детях».
В другом обзоре литературы эксперт в данной области Николас Грот отмечает, что нет причины полагать, что большинство взрослых гомосексуалов испытывают сексуальное влечение к детям, и что дети препубертатного возраста подвержены большему риску со стороны гомосексуалов, по сравнению с гетеросексуалами. Грот отмечает, что исследования, доступные на данный момент, указывают на отсутствие значимой связи между гомосексуальным стилем жизни и сексуальным насилием в отношении детей. Как пишет Грот, практически отсутствуют данные о сексуальном насилии по отношению к девочкам со стороны взрослых лесбиянок, а взрослый мужчина, совершающий сексуальное насилие по отношению к мальчикам, скорее всего, не является гомосексуалом.
В более позднем (1998) обзоре литературы, доктор Натаниел МакКонэги (Nathaniel McConaghy) отмечает: «Мужчина, совершающий сексуальное насилие по отношению к препубертатным или ранне-постпубертатным мальчикам, обычно не проявляет сексуального интереса к взрослым мужчинам или женщинам».
Комментарий, сопровождавший публикацию исследования Дженни и др. (1994) в журнале Pediatrics, отмечал, что дебаты о геях, как совершающих сексуальное насилие в отношении детей, «имеют мало общего с повседневным насилием по отношению к детям», и указывал, что они отвлекают внимание законодателей и общественности от реальных проблем детского сексуального насилия.
Шарлот Пэттерсон в обзоре литературы, опубликованном в 2000 году в журнале Journal of Marriage and the Family, отмечает, что существующие данные исследований предполагают, что риск сексуального насилия в отношении детей со стороны гомосексуальных мужчин не выше, чем риск со стороны гетеросексуальных мужчин.
Фонтес и др. в исследовании, опубликованном в 2001 году в журнале Child Maltreatment, отмечают, что проведение связи между гомосексуальностью и детским сексуальным насилием является ошибочным, и что гетеросексуальные мужчины представляют больший риск для детей, чем гомосексуальные.
- Телейофилы — люди с сексуальным влечением к взрослым (в противоположность к педофилам).
- Андрофилы — гомосексуальные мужчины-телейофилы, испытывающие сексуальное влечение к взрослым мужчинам.
- Гинефилы — гетеросексуальные мужчины-телейофилы, испытывающие сексуальное влечение к взрослым женщинам.

Джеймс Кантор в опубликованном в 2002 году обзоре литературы по данной теме, отмечал, что, хотя процентная доля мальчиков-жертв сексуального насилия может превышать процентную долю гомосексуальных мужчин в общей популяции, это не означает, что гомосексуальные мужчины с большей вероятностью являются педофилами, чем гетеросексуальные мужчины, и это не означает, что гомосексуальные мужчины диспропорционально ответственны за это насилие. Кантор пишет, что не существует оснований утверждать, что насильники, являющиеся гомосексуальными педофилами, являлись бы гомосексуальными телейофилами. Как далее отмечает автор, давно было установлено, что гомосексуальные и гетеросексуальные телейофилы проявляют очень низкий уровень эротического ответа на стимулы, связанные с детьми. Согласно Кантору, «если чьим-либо главным интересом являются взрослые, этим интересом не могут быть дети, независимо от пола ребёнка». В обзоре также подчёркивается, что гомосексуальная педофилия и гомосексуальная телейофилия являются различными понятиями, и что люди не могут переходить из одной из этих категорий в другую. Кантор также отмечает, что в психофизиологическом тесте на эротическое предпочтение педофилы в меньшей степени различают мужской и женский пол, чем это делают телейофилы. Кантор, ссылаясь на исследования Фройнда и Лангевина (1976) и Фройнда и др. (1991), отмечает, что педофил совершил бы сексуальное насилие в отношении ребёнка менее предпочтительного пола с большей вероятностью, чем телейофил имел бы сексуальную связь со взрослым менее предпочтительного пола. Это, согласно Кантору, лежит в основе невозможности какого-либо имеющего смысл сравнения процентной доли гомосексуальности при педофилии и процентной доли гомосексуальности при телейофилии.
Кромер и Голдсмит в обзоре литературы, опубликованном в 2010 году в журнале Journal of Child Sexual Abuse, отмечают, что имеющиеся данные противоречат «мифу» о том, что сексуальное насилие в отношении детей совершается с большей долей вероятности гомосексуалами, и указывают, что большинство насильников являются гетеросексуалами.
Хэйни-Кэрон и Хейлбрун в обзоре литературы, опубликованном в 2014 году в журнале Psychology of Sexual Orientation and Gender Diversity, отмечают, что, очевидно, не существует научных данных, которые бы предполагали более высокий уровень сексуального насилия в отношении детей со стороны гомосексуалов.
Майкл Бэйли, Пол Вэйси, Лиза Дайамонд и др. в обзоре литературы, опубликованном в 2016 году в журнале Psychological Science in the Public Interest, отмечают, что предположение о том, что лицами, совершающими сексуальное насилие в отношении мальчиков, являются гомосексуальные мужчины, является неверным. Авторы обзора указывают, что термин «гомосексуальные мужчины» описывает мужчин, испытывающих сексуальное влечение к взрослым мужчинам; при этом их сексуальная ориентация называется андрофильной. Как пишут М. Бэйли и др., андрофилия является противоположностью гомосексуальной педофилии. Авторы отмечают, что сексуальные ориентации мужчин-андрофилов и гомосексуальных педофилов не являются одинаковыми, так же как не являются одинаковыми сексуальные ориентации гинефилов (гетеросексуальных мужчин, испытывающих сексуальное влечение к взрослым женщинам) и гетеросексуальных педофилов. Согласно обзору, андрофильные мужчины испытывают намного меньшее сексуальное возбуждение по отношению к сексуально незрелым мужчинам, чем по отношению к взрослым мужчинам. То же самое наблюдается при сравнении гинефильных мужчин и мужчин, являющихся гетеросексуальными педофилами. Приводя эти сравнительные данные, М. Бэйли и др. ссылаются на исследование Бланшар и др., опубликованное в 2012 году в журнале Archives of Sexual Behavior. Авторы обзора отмечают также, что мужчины, испытывающие сексуальное влечение к детям, оценили своё влечение к детям на уровне 9.5 по 10-балльной шкале, в то время как уровень их влечения к взрослым составил 4.2. М. Бэйли и др. делают вывод, что андрофильные и гинефильные мужчины обладают низкой мотивацией к сексу с детьми. Таким образом, по мнению авторов, андрофильные мужчины не являются непропорционально ответственными за сексуальное насилие в отношении мальчиков.
Холл и Холл также отмечают, что при рассмотрении научных исследований по вопросам педофилии следует помнить о большой вероятности наличия ошибок отбора по той причине, что участники многих исследований набирались из мест лишения свободы или медицинских учреждений. Эта выборка исключает педофилов, которые не были пойманы; тех, чьи развратные действия не были достаточно серьёзными для обвинительного приговора или тех, кто может контролировать свои педофильские наклонности. Кроме того, Холл и Холл отмечают, что многие исследования были основаны на небольших размерах выборки, поэтому результаты отдельных исследований не могут быть распространены на другие группы.

### Социальные факторы педофилии
Холл и Холл в своём обзоре приводят ряд научных исследований, указывающих на существование факторов, способствующих формированию педофильных наклонностей. Одним из основных таких факторов указывается испытанное в детстве сексуальное насилие — явление, известное как цикл «жертва-насильник» (англ. victim-to-abuser cycle) или феномен «жертва-обидчик» (англ. abused-abusers phenomena). Холл и Холл, ссылаясь на несколько исследований, указывают, что процент педофилов, которые в детстве сами подверглись сексуальному насилию, колеблется, согласно разным оценкам, от 28 % до 93 % (в то время как в выборочной контрольной группе такой показатель равен 15 %). Ссылаясь на исследование Лизы Коэн (2002) авторы также указывают, что практикующие гомосексуальную педофилию в детстве чаще подвергались сексуальному насилию, чем практикующие гетеросексуальную педофилию. Описывая возраст жертв, авторы также отмечают, что педофилы, как правило, совершают сексуальное насилие в отношении детей того же возраста, в котором подверглись сексуальному насилию сами.
Исследование Лизы Коэн и др., изучавшее сексуальную историю детства 20 мужчин-педофилов и сравнивающую её с контрольной группой из 24 здоровых людей, было опубликовано в 2002 году в Journal of Nervous and Mental Disease. В работе авторы пришли к выводам о более высоком уровне пережитого в детстве сексуального насилия у педофилов, а также причинно-следственной связи между перенесённым насилием в раннем возрасте и последующим педофильным поведением. Так, 60 % педофилов (по сравнению с 4 % в контрольной группе) в ходе исследования сообщили о сексуальных домогательствах в детстве со стороны взрослых, а 75 % педофилов (по сравнению с 22 % мужчин из контрольной группы) — о первом сексуальном контакте в возрасте до 14 лет.
Большинство мужчин, ставших жертвами педофилов, не совершают сексуальные преступления: из выборки мужчин, переживших сексуальное злоупотребление в детстве, только 38 % сами совершили либо физическое либо сексуальное насилие.

## Исследования связи между сексуальным насилием в детстве и однополой сексуальной ориентацией в зрелом возрасте

### Исследования, прослеживающие связь между сексуальным насилием в детстве и однополой сексуальной ориентацией
Ряд публикаций прослеживают связь между сексуальным опытом в детстве и последующим гомосексуальным поведением.
В частности, в своей публикации «Обзор долгосрочных последствий сексуального насилия над детьми» профессор Joseph H. Beitchman и Kenneth Zucker, специалист в области психологии и сексологии из университета Торонто, указывают на последствия сексуального насилия над детьми и приводят ряд публикаций, описывающих связь между историей детского сексуального насилия и небольшим увеличением риска последующего гомосексуального поведения у женщин во взрослом возрасте: Fromuth (1986), Runtz and Briere (1986), Meiselman (1978), Herman (1981), Gundlach (1977). При этом большая часть исследований опиралась на клинические небольшие выборки, поэтому результаты стоит считать предварительными и заслуживающими дальнейшего изучения.
Х. Уилсон и Уидом, отмечая, что «существующие поперечные исследования предполагают связь между сексуальным насилием в детстве и однополой сексуальной ориентацией в зрелом возрасте», в своём исследовании сравнивали сексуальную жизнь людей, переживших сексуальное насилие в возрасте 0-11 лет в 1967—1971 годах (72 человека) с контрольной группой мужчин и женщин без подобного жизненного опыта (415 человек). Авторы пришли к выводу, что мужчины (но не женщины), пережившие сексуальное насилие в детстве, значительно чаще, чем члены контрольной группы, сообщали о наличии однополых сексуальных партнёров (но не обязательно гомосексуальной ориентации). Выборка мужчин, столкнувшихся с сексуальным насилием, была невелика, и из-за большого доверительного интервала результаты следует интерпретировать с осторожностью, хотя обнаруженный размер эффекта оказался довольно велик. В заключение Х. Уилсон и Уидом говорят о наличии предварительных доказательств связи между сексуальным насилием в детстве и однополыми сексуальными партнёрствами у мужчин. Однако данные, имеющиеся в этом исследовании, не дают информации о том, когда впервые возникло однополое сексуальное влечение и предшествовало ли оно сексуальному насилию или следовало за ним. Также очень немногие участники сообщили об исключительно однополых сексуальных отношениях. Таким образом, вполне возможно, что сексуальное насилие в детстве увеличило вероятность того, что мужчины будут экспериментировать как с однополыми партнёрами, так и с партнёрами противоположного пола..
Исследование, сравнивающее жизнь лесбиянок и гетеросексуальных женщин после перенесённого сексуального насилия, а также рассматривающее связь между сексуальным насилием и злоупотреблением алкоголем, было опубликовано в издании Journal of Substance Abuse в 2001 году. В рамках исследования методом глубинного интервью были опрошены 63 лесбиянки и демографически соответствующая группа из 57 гетеросексуальных женщин, при этом сравнивая опыт сексуального насилия и индикаторы злоупотребления алкоголем с использованием описательной статистики. Согласно данным публикации, «лесбиянки сообщили о большем сексуальном опыте в детстве, чаще соответствуют критерию определения для детского сексуального насилия (CSA), и были более склонны воспринимать себя в качестве подвергшихся сексуальному насилию в детстве». Также авторы ссылались на ряд работ, согласно которым лесбиянки чаще, чем гетеросексуальные женщины, подвергались сексуальному насилию в детстве, и на ряд работ, где не было обнаружено разницы в частоте сообщений о сексуальном насилии между лесбиянками и гетеросексуалками.
В опубликованном в 2010 году исследовании Джессики Джонс Стид и Дональда Темплера, целью которого было дополнение результатов, полученных Томео, подробно анализировались анкеты 101 из 280 (36.07 %) гея и лесбиянки, сообщивших о пережитом до достижения 16 лет растлении. Результаты, полученные авторами, согласуются с высокими показателями, о которых сообщили Томео и др. с применением подобной методологии. Кроме того, в публикации говорится, что выводы о высоком уровне растления гомосексуальных лиц делались и другими авторами. Так, участники исследования, подвергшиеся гомосексуальным домогательствам в детстве, были более склонны говорить о влиянии растления на их сексуальную ориентацию, чем участники, подвергавшиеся гетеросексуальным домогательствам. 68 % геев и 66,7 % лесбиянок, подвергшихся гомосексуальному насилию в детстве, заявили, что это насилие оказало влияние на их сексуальную ориентацию. При этом авторы отмечают, что остаётся неизвестным, что именно подразумевали различные участники опроса под таким влиянием. По мнению авторов, наиболее провокативной является возможность того, что гомосексуальное домогательство в детстве стало основной причиной гомосексуальности. С другой стороны, оно могло лишь ускорить или усилить развитие уже имеющейся предрасположенности к гомосексуальности. И, наконец, авторы говорят о том, что гомосексуальное домогательство могло оказать негативное влияние на когнитивную и/или эмоциональную составляющую в их самоидентификации в качестве гомосексуала. В ходе анкетного опроса растлитель был охарактеризован участниками как гомосексуал в 94,49 % случаев у исследуемых лесбиянок и в 80,0 % случаев у исследуемых геев. По словам авторов, к этим данным следует относиться с осторожностью, поскольку участники могли сделать предположение о сексуальной ориентации насильника (гей, лесбиянка или бисексуал), исходя из гомосексуальной природы насильственного акта. Также сообщается, что лишь в 14 % случаев растления об этом было заявлено соответствующим органам. Авторы отмечают: «следует иметь в виду, что 52,9 % мужчин и 41,5 % женщин сообщили о влиянии гетеросексуального насилия». Авторы исследования предостерегают от принятия неосторожных причинно-следственных умозаключений.
Согласно выводам другого исследования 2010 года, женщины, принадлежащие к сексуальным меньшинствам, сообщают о «более высоком уровне детского сексуального насилия (CSA) и повторного сексуального насилия по сравнению с исключительно гетеросексуальными женщинами». Tonda L. Hughes и соавторы в своей работе приводят выводы других исследований в качестве имеющихся данных, согласно которым «лесбиянки чаще, чем гетеросексуальные женщины, сообщают о детском сексуальном насилии» (Austin et al., 2008; Balsam et al., 2005; Heidt, Marx, & Gold, 2005; Hughes, Johnson, & Wilsnack, 2001; Stoddard, Dibble, & Fineman, 2009; Wilsnack et al., 2008). В публикации рассматривались объединённые данные 548 участников Национального исследования здоровья и 405 участников исследования здоровья в Чикаго. Работа была опубликована в журнале Addictive Behaviors. Авторы отмечают, что выборка CHLEW была составлена с использованием «невероятностных» (nonprobability) методов и была ограничена жительницами Чикаго и пригородов. Таким образом, отмечают авторы, неясно, насколько репрезентативна данная выборка для лесбиянок, живущих в других местах. Как отмечают авторы, размер подгрупп бисексуальных и в основном гетеросексуальных женщин был небольшим, что делает выводы об этих группах менее надёжными.

### Исследования, не выявившие связь между детским сексуальным насилием и взрослой сексуальной ориентацией
Исследования, описание которых приведено ниже, не выявили связь (прежде всего, речь идёт о причинно-следственной связи) между детским сексуальным насилием и взрослой сексуальной ориентацией.
В обзоре литературы, опубликованном в 2004 году в журнале Pediatrics Комитетом по Юношеству Американской Академии Педиатрии, отмечается: «не существует научных данных о том, что аномальное родительское воспитание, сексуальное насилие или другие неблагоприятные жизненные события влияли бы на сексуальную ориентацию. Современные знания предполагают, что сексуальная ориентация обычно формируется в раннем детстве».
Сходные выводы делают Ричард Фридман и Дженнифер Дауни в своём обзоре литературы, опубликованном в 1994 году в журнале The New England Journal of Medicine.
Американская Психиатрическая Ассоциация отмечает: «…специфической психосоциальной или семейной причины гомосексуальности не выявлено, включая историю сексуального насилия в детстве. Сексуальное насилие не является более преобладающим у детей, которые в зрелом возрасте идентифицируют себя как геи, лесбиянки или бисексуалы, чем у детей, которые идентифицируют себя как гетеросексуалы».
По мнению доктора Ричарда Гартнера, клинического психолога, специалиста по психологической помощи мужчинам, пережившим сексуальное насилие в детстве, основателя Национальной ассоциации помощи мужчинам-жертвам сексуального насилия (National Organization on Male Sexual Victimization), «В то время как учёные не пришли к согласию относительно того, что является причиной сексуальной ориентации, большинство исследователей и психологов полагают, что сексуальная ориентация устанавливается в раннем детстве, до того возраста, в котором существует вероятность сексуального насилия против мальчиков».
По мнению профессора Жака Балтазара, специалиста по поведенческой нейроэндокринологии человека и животных из Университета Льежа (Бельгия), которое он высказал в своём обзоре литературы 2016 г., опубликованном в журнале «Philosophical Transactions of the Royal Society of London. Series B. Biological Sciences», сексуальная ориентация человека, в том числе гомосексуальность, является, главным образом, не результатом постнатального опыта, но определяется до рождения множеством биологических механизмов, что оставляет мало или совсем не оставляет места для личного выбора или влияния социальных взаимодействий.
По мнению нейробиолога Симона ЛеВэя, профессора и директора Центра по изучению сексуальности человека Стэнфордского университета, которое он изложил в своей книге 2011 года, опубликованной издательством Oxford University Press, теории формирования сексуальной ориентации человека, предлагавшие гипотезу «раннего сексуального опыта» в качестве причины формирования сексуальной ориентации, не оправдали себя. ЛеВэй ссылается на ряд исследований, которые, по его мнению, опровергают роль «раннего сексуального опыта» в формирования сексуальной ориентации. Согласно сообщению ЛеВэя, исследование 1994 года Уэллингс и др. показало, что ранний гомосексуальный опыт британских школьников не повлиял на их взрослую сексуальную ориентацию.. ЛеВэй отмечает, что если бы между детским сексуальным насилием со стороны мужчин и сексуальной ориентацией была причинно-следственная связь, большее количество лесбиянок, чем гетеросексуальных женщин, заявило бы о случаях детского насилия. Однако этого не наблюдалось в исследовании Брэннок и Чэпмэн (1990), опубликованном в журнале Journal of Homosexuality.. ЛеВэй ссылается также на кросс-культурологические исследования народности Самбиа (Новая Гвинея) под руководством Гилберта Хердта, специалиста по изучению сексуальности человека и антропологии, профессора Государственного Университета Сан-Франциско. У представителей этой народности существует обычай вовлекать всех мальчиков в сексуальные контакты со взрослыми мужчинами в течение нескольких лет до того, как им разрешается сексуальная связь с женщинами; почти все, если не все, эти мальчики становятся гетеросексуальными мужчинами
Гленн Уилсон и Кази Рахман, специалисты по психобиологии из Института Психиатрии Королевского Колледжа (Лондон), в своей книге 2008 г. описывают исследование Дэавуд и др., опубликованное в 2000 году в журнале Archives of Sexual Behavior. Дэавуд и др. (2000) анализировали выборку семей с двумя гомосексуальными братьями разного возраста и выявили, что младшие братья идентифицировали себя как гомосексуалы в возрасте 11 лет, в то время как они узнали о гомосексуальности старших братьев лишь в возрасте 21 года. При этом две трети участников исследования не вступали в сексуально-контекстные игры со своими братьями, а те, кто вступали, отметили, что испытывали гомосексуальное влечение задолго до таких игр. По мнению Г. Уилсона и Рахмана, это исследование опровергает инцестную версию гипотезы влияния раннего сексуального опыта.
Г. Уилсон и Рахман описывают также исследование Брюса Ринда, опубликованное в 2001 году в журнале Archives of Sexual Behavior. Ринд исследовал выборку гомосексуальных мужчин, которые сообщили, что в возрасте 12-17 лет имели сексуальные контакты со взрослыми мужчинами. Почти все участники исследования сообщили, что они самоидентифицировались как гомосексуалы задолго до сексуального контакта. По мнению Г. Уилсона и Рахмана, данное исследование также опровергает инцестную версию гипотезы влияния раннего сексуального опыта.. Г. Уилсон и Рахман ссылаются также на упомянутые выше исследования Хердта и Уэллингс и др (1994).
Голд и др. в исследовании, опубликованном в 2009 году в журнале Psychology of Women Quarterly, называют утверждение о том, что детское сексуальное насилие приводит к гомосексуальности, одним из «гомофобных мифов». Авторы отмечают, что публикации, поддерживавшие этот «гомофобный миф» (Гундлах 1977, Кэмерон и Кэмерон 1995), имели серьёзные методологические проблемы и пытались выдать коррелятивные данные за причинно-следственные.
В комментарии, опубликованном в 2013 году в журнале Archives of Sexual Behavior, Дрю Бэйли и Майкл Бэйли отмечают, что предыдущие исследования не согласуются с гипотезой о том, что сексуальный опыт в детстве влиял бы на взрослую сексуальную ориентацию. Авторы отмечают, что существуют убедительные данные в пользу того, что сексуальная ориентация формируется на раннем этапе развития, возможно, до рождения, и определённо до того периода, когда неблагоприятные события в детстве могли бы повлиять на неё. При этом авторы ссылаются на работу Рейнер и Герхарт, опубликованную в 2004 году в журнале New England Journal of Medicine, в которой изучались клинические случаи наследственных гормональных нарушений. Авторы ссылаются также на исследование Брэдли и др. клинического случая хирургической ошибки при коррекции пола у 7-месячного ребёнка, опубликованное в 1998 году в журнале Pediatrics.
В исследовании Пехтел и др. (2011), опубликованном в журнале Journal of Child Sexual Abuse, специалисты из Университета Мэсси отмечают, что не все исследования делают вывод о более высокой частоте однополых сексуальных отношений в выборках мужчин и женщин с историей сексуального насилия в детстве. Авторы отмечают, что те исследования, которые делают такой вывод, не подразумевают причинно-следственной связи между сексуальным насилием в детстве и однополыми сексуальными отношениями.
В исследовании, опубликованном в 2015 году в журнале Sexual Abuse: A Journal of Research and Treatment, Зу и Женг провели анализ возможной связи между гомосексуальной/бисексуальной ориентацией и сексуальным насилием в детстве, используя метод инструментальной переменной. На основании полученных данных авторы пришли к выводу, что характерный для мальчиков/юношей с гомосексуальной/бисексуальной ориентацией гендерный неконформизм повышает риск сексуального насилия в детстве, а формирование гомосексуальной/бисексуальной ориентации предшествует детскому сексуальному насилию. Комментируя публикацию Х. Уилсон и Уидом (2010), Зу и Женг отмечают, что Х. Уилсон и Уидом использовали официально зарегистрированные, возможно, особенно серьёзные, случаи детского сексуального насилия; те же случаи, которые не привлекли внимания властей, были исключены, и результаты нельзя экстраполировать на общую выборку. По мнению Зу и Жен, исследование Х. Уилсон и Уидом (2010) не смогло выявить, что произошло раньше — формирование сексуальной ориентации или детское сексуальное насилие. Авторы ссылаются на обзор литературы Холмс и Слэп, опубликованный в 1998 году в журнале Journal of the American Medical Association, а также на работу Болсам и др., опубликованную в 2005 году в журнале Journal of Consulting and Clinical Psychology; оба проекта предложили гипотезу о том, что подростки, исследующие свою сексуальную ориентацию, могут оказываться в ситуациях с повышенным риском подвергнуться сексуальному насилию. Кроме того, авторы ссылаются на исследование Робертс и др., опубликованное в 2012 году в журнале Pediatrics, а также на статью Андерсен и Блоснич, опубликованную в 2013 году в журнале PLoS ONE; обе работы предложили гипотезу о том, что дети или подростки с гомосексуальной/бисексуальной ориентацией проявляют гендерный неконформизм, который повышает риск сексуального насилия в детстве.
В рамках рассмотрения гипотезы о возможном формировании негетеросексуальной ориентации под влиянием раннего сексуального опыта в детстве (так называемой гипотезы рекрутирования, recruitment) Майкл Бэйли, Пол Вэйси, Лиза Дайамонд и др. в обзоре литературы, опубликованном в 2016 году в журнале Psychological Science in the Public Interest, описывают наблюдение того, что подавляющее большинство опрошенных людей с негетеросексуальной ориентацией испытывало чувства по отношению к представителям своего пола, в среднем, на три года раньше, чем проявило гомосексуальное поведение. Как отмечают авторы обзора, это наблюдение согласуется с идеей о том, что ранний негетеросексуальный опыт является результатом, а не причиной, сексуальной ориентации. Описывая данное наблюдение, М. Бэйли и др. ссылаются на исследование Белл и др., опубликованное в 1981 году издательством Indiana University Press. При этом авторы обзора отмечают, что, в отличие от Томео и др. (2001), Белл и др. (1981) не выявили более высокий уровень детских сексуальных контактов у женщин с негетеросексуальной ориентацией, по сравнению с женщинами с гетеросексуальной ориентацией. Кроме того, М. Бэйли и др, ссылаются на исследование Суит и Уэллс, опубликованное в 2012 году в журнале Journal of Acquired Immune Deficiency Syndromes Авторы исследования провели анализ очень большой (33902 человека) выборки. Обсуждая наблюдаемую повышенную частоту детского сексуального насилия среди негетеросексуальных участников исследования, Суит и Уэллс отвергли интерпретацию своих данных с точки зрения того, что сексуальное насилие в детстве являлось бы причиной негетеросексуальной ориентации. Вместо этого, авторы предположили, что детский гендерный неконформизм увеличивает риск сексуального насилия в отношении детей с формирующейся гомосексуальной ориентацией. По мнению М. Бэйли и др., данные результаты не поддерживают гипотезу о формировании негетеросексуальной ориентации под влиянием раннего сексуального опыта в детстве. В обзоре говорится также, что поддержка данной гипотезы характерна для «анти-гей-активистов», таких как Пол Кэмерон.

## Гомосексуальность и педофилия в общественно-политических дискуссиях

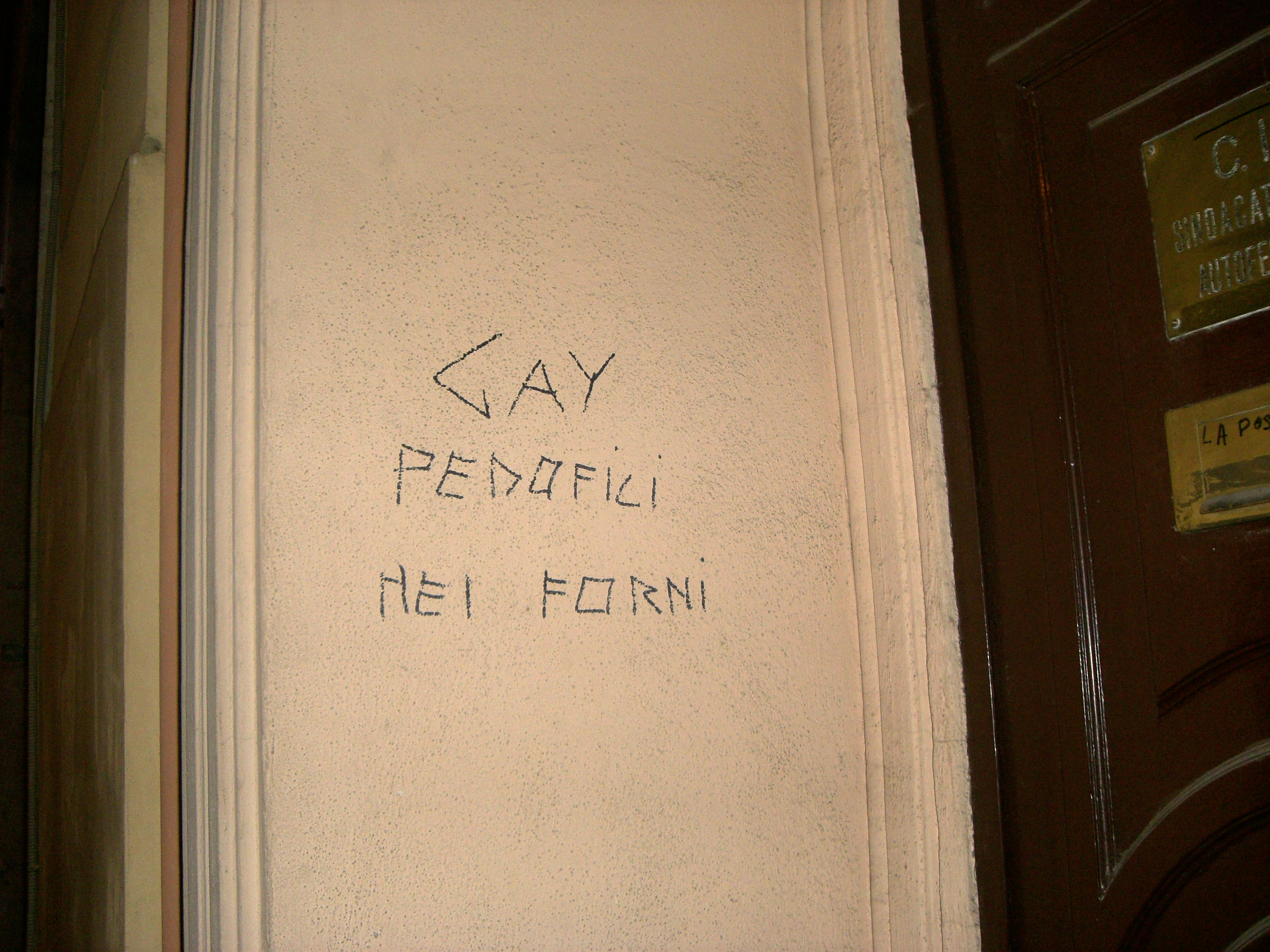
Вандальное граффити на стене здания в гей-квартале Сан-Джованни в Риме: «Геи-педофилы в крематорий»

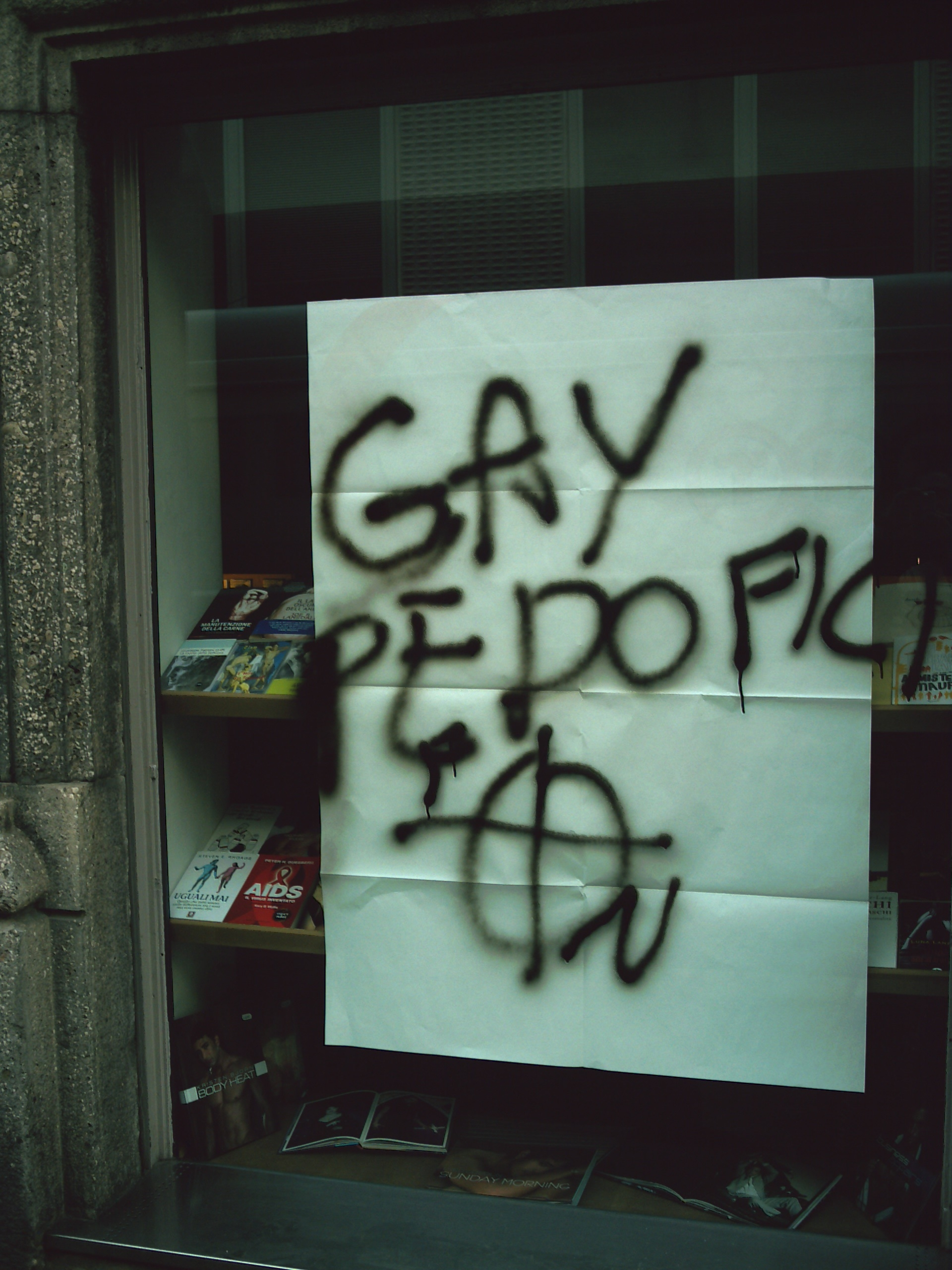
Вандальное граффити на окне книжного магазина для геев в Милане

### Дискуссия о педофилии в истории ЛГБТ-движения
Несмотря на то, что в настоящее время ЛГБТ-активисты стремятся отмежеваться от педофилии, данная тематика не всегда была табуированной в ЛГБТ-движении. Этот спорный вопрос долгое время обсуждался среди ЛГБТ-активистов (в частности, в контексте законодательных ограничений в отношении возраста сексуального согласия), являясь частью наследия «гей-освободительного движения». Дебаты о педофилии занимали важное место в истории ILGA — международной организации геев и лесбиянок с самого начала её создания в 1978 году. Несмотря на часто сложные отношения педофильских и гомосексуальных групп, которые могли частично совпадать, обе эти группы иногда вместе боролись за свои права. Педофилия явно поддерживалась некоторыми представителями гей-освободительного движения. И сегодня активисты про-педофильских организаций, призывая к солидарности, продолжают использовать риторику «гей-освобождения» для отстаивания свои прав и оспаривают мнение, что секс между представителями разных поколений обязательно подразумевает сексуальное насилие. История ILGA отслеживает трансформацию отношения к педофилии внутри международного ЛГБТ-движения, перешедшего от диалога с про-педофильскими группами к явному их осуждению.
В 1950-е годы сначала в Нидерландах, а затем и в Скандинавии, Бельгии, Швейцарии, ФРГ и в США стали появляться педофильские организации, которые пытались наладить контакты с существующими педерастическими группами единомышленников внутри ЛГБТ-движения, выступающих за педерастические отношения. Первые открытые публикации на тему педофилии появились также в Нидерландах. Авторы этих статей рассуждали на тему прекращения оппозиции и устранения отвращения к педофилии и уже исходили из факта признания гомосексуальности в качестве полностью принимаемого обществом образа жизни, в связи с чем, по их мнению, такого признания заслуживала и педофилия. В этих публикациях утверждалось, что признание обществом педофилии послужит расширению и развитию идеи гомосексуальной идентичности. Позднее стали также появляться публикации, связывающие педофилию с правом подростков на эмансипацию, а также публикации, утверждающие, что сексуальный опыт может даже иметь положительное влияние на ребёнка, в связи с чем сексуальные контакты взрослых с детьми не обязательно следует рассматривать в качестве сексуального насилия над ними.
Основные мыслители идеологии сексуального освобождения уже и ранее проявляли интерес к вопросам детской сексуальности и педофилии. Однако решающий вклад в изучение детской сексуальности внёсли работы Вильгельма Райха («Сексуальная револьция», 1971). Сексуальная революция и политизирование сексуальности в «западном мире» приводит к тому, что идеи сексуального освобождение в целом находят отклик среди представителей различных лево-альтернативных движений, включая набирающие силу ЛГБТ-движение, борющиеся за декриминализацию однополых контактов, и феминистические движения, выступающие против патриархальных гендерных ролей, а также среди представителей студенческого движения «68» с их слоганом «Make love, not war».
Данная тематика также активно дискутировалась активистами гей-освободительного движения. Радикальное гей-освободительного движение зародилось в 1970-е годы в США на стыке гомофильного движения и движений «новых левых». Лишь немногие гей-освободительные группы сохранились к концу 1970-х — началу 1980-х годов в США, однако некоторые из их идей и риторики, включая взгляды на педофилию, оставались ещё живы в некоторых кругах, хотя и дискуссии стали менее резонансным с течением времени. Идеи «гей-освобождения» достигли многие страны сравнительно позже или продержались там дольше (например, Франция, Испания). В других же странах (Бельгия) они вовсе не оказали большого влияния на развитие национального ЛГБТ-движения.
Представители гомофильного движения с самого начала дистанцировались от любых форм педерастии. В частности, ещё в 1969 году Североамериканская конференция гомофильных организаций призывала к увеличению возраста согласия настолько, чтобы полностью исключить любые возможные спекуляции относительно мальчиков-любовников в случае реформирования уголовного законодательства, которого она добивалась.
Нидерланды стали своеобразным центром мирового педофильского движения. После смены руководства в нидерландской ЛГБТ-организации «COC» в 1975 году эта организация также стала более толерантно относиться к педофилам. Во Франции также наблюдалась более либеральная позиция: в 1977 году многие французские интеллектуалы, такие, как Бовуар, Гваттари, Делёз, Деррида, Сартр и Фуко, поддержали кампанию по декриминализации гомосексуальности и снижению возраста согласия во Франции.
В 1978 году была создана Международной ассоциации геев (IGA), представляющая собой международную зонтичную гей-организацию. В первые годы в составе ILGA превалировали европейские гей-организации. Хотя первые лесбийские группы были приняты в состав организацию уже ранее, лишь в 1986 гоу организация получила современное название «Международная ассоциация лесбиянок и геев» (ILGA). С момента создания ILGA приняла реформистскую позицию и попыталась вступить в диалог с политическими институциями, включая ООН, ВОЗ и ЕЭС. В то же время более радикальные настроения идей гей-освобождения появлялись и внутри ILGA. Несмотря на то, что эти идеи были довольно новыми для большинства стран, они оказали большое влияние на некоторых членов ILGA. В то время, как одни организации (например, Campaign for Homosexual Equality в Великобритании) были категорически против идей гей-освобождения и предлагали себя в качестве альтернативы, другие (в частности, Fuori! в Италии) приняли их идеологию. Многие бывшие гомофильные организации постепенно также интегрировали некоторые черты гей-освободительной идеологии, поэтому учредительные документы ILGA во многом содержат элементы гей-освободительной риторики.
В США за легализацию сексуальных контактов взрослых мужчин с мальчиками в США выступали, например, «Североамериканская ассоциация бойлаверов» (NAMBLA), René Guyon Society и The Childhood Sensuality Circle. Сама тема педофилии оставалась табуизированной в американском обществе, и лишь немногие врачи решались открыто обсуждать её. В то время как представители американского ЛГБТ-движения пытались обосновывать правами гомосексуалов легитимность разрешения добровольных сексуальных контактов с подростками, достигшими 14-летнего возраста, гетеросексуальное сообщество акцентировало внимание на то, что сексуальные контакты с детьми, не достигшими 14 лет, не имеют ничего общего с правами геев.
Несмотря на последующее исчезновение гей-освободительных организаций в разных странах некоторые из их идей продолжали своё существование в пределах ILGA. Среди них — дискуссии, касающиеся педофилии, которые долгое время поддерживались риторикой сексуальных репрессий и необходимости более широкого понимания сексуального освобождения. По этой причине организация настаивала на солидарности с другими сексуальными меньшинствами, включая педофилов. Однако эта позиция с самого начала оспаривалась, что выливалось в постоянные трения между сторонниками идей гей-освобождения и более прагматичными группами. Уже в 1979 году вопрос об официальной позиции ILGA по отношению к педофилии выносился на ежегодную конференцию, однако тогда окончательное решение не смогло быть принято по причине отсутствия единогласия среди членов организации, и принятие решения было перенесено на следующий год. На конференции в 1980 году большинство участников поддержало гей-освободительные идеи, заявив о возможности сексуальных отношений взрослых и детей. Тем не менее консенсус по вопросу полной отмены возраста согласия так и не был достигнут. При этом педофильские группы призвали всех других членов ILGA к проявлению солидарности и осудили существование законов о возрасте согласия. Однако ожесточённые дебаты внутри ILGA на этом не закончились, а толерантность по отношению к педофилам привела к выходу некоторых ЛГБТ-организаций из состава ILGA.
На волне либерализации сексуального уголовного права активисты педофильских движений стали проникать в ЛГБТ-организации и политические партии и в ФРГ. Историк Свен Райхард отмечает, что педофильское движение того времени считало себя частью ЛГБТ-движения. Связующим звеном такого союза являлся тот факт, что после декриминализации добровольных сексуальных отношений между взрослыми мужчинами, для гомосексуальных отношений законом был установлен более высокий возраст согласия, чем для разнополых или даже лесбийских контактов. Поэтому гей-активисты требовали снижения возраста согласия для гомосексуальных контактов как минимум до уровня, разрешённого для гетеросексуалов, находя поддержку у педофильских активистов, которые и вовсе надеялись отменить эту возрастную планку. В 1970—1980-е годы в ФРГ многие гей-организации сотрудничали с педофильскими группами, а некоторые наиболее радикальные из них (в частности, западноберлинская организация AHA) даже поддерживали полную отмену криминализации любых добровольных сексуальных контактов. Дебаты о полной отмене возраста согласия являлись приметой того времени и поддерживались в целом в лево-альтернативной среде. С середины 1980-х годов немецкое ЛГБТ-движение также начало дистанцироваться от педофильских групп, заметив, что такой союз приносит им больше вреда, чем пользы.
В 1980-х годах в результате снижения и уравнивания возрастов согласия во многих европейских странах внутри ЛГБТ-движения (как внутри ILGA, так и за её пределами) стали возникать молодёжные ЛГБТ-организации. К середине 1980-х годов в молодом поколении ЛГБТ-активистов сформировалась позиция, выступающая хотя и за снижение возраста согласия, но против его полной отмены и поддерживающая идею о том, что молодёжь нуждается в защите от взрослой сексуальности. В 1987 году женские группы в составе ILGA также перешли на сторону противников педофилии, заявив о недопустимости сексуальной активности взрослых с лицами, не достигшими психо-социальной, эмоциональной и биологической зрелости. В результате таких тенденций официальная позиция ILGA перешла к разделению вопросов педофилии как таковой и вопросов сексуального насилия над детьми, призывая их не смешивать. В официально принятом на конференции в 1990 году документе ILGA заявила о поддержке права каждого человека независимо от его возраста на исследование собственной сексуальности и, одновременно, за право ребёнка на защиту от сексуальной эксплуатации и злоупотреблений. Такое балансирование между сторонниками и противниками педофилии привело к усилению противоречий между этими двумя группами внутри организации. Между тем к началу 1990-х противники идей гей-освобождения уже доминируют в ILGA. Среди явных сторонников отмежевания от педофилов выступали, в основном, ЛГБТ-организации англо-саксонских и скандинавских стран, в которых тема педофилии и гомосексуальности уже давно дискутировалась в обществе. Во многих из них в предыдущие годы наблюдались широкие антипедофильские кампании, способствующие возникновению моральных паник.
В июле 1993 года ILGA получила консультативный статус при ЭСС ООН. Однако после того, как огласку получило членство трёх про-педофильских организаций (NAMBLA, Martijn и Project Truth/Free) в составе ILGA, правительство США заявило о том, что не готово поддержать консультативный статус ILGA. После того, как эти группы отказались добровольно покинуть ILGA, они были исключены из организации решением более 80 % членов правления (214 против 30). В то же время некоторые ЛГБТ-группы расценили исключение про-педофильских организаций из ILGA как уступку консервативным кругам и в знак протеста сами вышли из ILGA, среди них — Фронт освобождения геев Каталонии и расположенный в Барселоне Институт Лямбда. В 1994 году стало известно о про-педофильской ориентации ещё одного члена ILGA — немецкой организации VSG, в результате чего консультативный статус ILGA вновь оказался в опасности. В результате на ежегодной конференции ILGA в 1994 году был принят официальный документ, осуждающий педофилию, который должны были подписать все организации, входящие в состав ILGA. Анализ дискуссий, прошедших среди членов ILGA в этот период, указывает на существующий культурно-географический разрыв по отношению к рассматриваемому вопросу: так, наиболее враждебно настроенные по отношению к педофильским группам, ЛГБТ-организации находились в США, Австралии, Великобритании и Швеции. В то же время ЛГБТ-организации из Франции, Испании, Германии, Бельгии, Нидерландов и Бразилии осудили или высказали сомнения в необходимости такого шага.
Многие активисты про-педофильских ЛГБТ-организаций продолжают призывать к солидарности и осуждают неприязнь к меньшинству внутри меньшинства. Защитники педофилии и сегодня продолжают повторять, что сексуальные отношения между представителями разных поколений должны происходить по обоюдному согласию, осуждая любые формы сексуального насилия и подчёркивая, что сексуальное самоопределение подростков подразумевает в том числе и право вступать в сексуальные отношения со взрослыми.

### Дискуссии в свете скандала о растлениях в лоне католической церкви
После многочисленных скандалов, связанных с сексуальными домогательствами католических священников по отношению к мальчикам, в очередной раз встал вопрос о том, насколько педофилия связана с гомосексуальностью. Согласно проведённому в США крупномасштабному исследованию John Jay Report, посвящённому растлению в лоне католической церкви, около 81 % всех детей и подростков, подвергшихся сексуальным действиям со стороны католических священников, являются мальчиками. При этом также указывается, что жертвы-мальчики, как правило, оказываются старше жертв-девочек. В то же время психолог и католический богослов из Германии Вунибальд Мюллер приводит данные, согласно которым число гомосексуалов среди католических священников значительно превышает среднестатистические данные среди населения и доходит до 30 %, а в некоторых семинариях — и до 50 %.
Криминолог Маргарет Смит, участвовавшая в работе над составлением отчёта John Jay Report, отметила, что несмотря на то, что большинство священников-совратителей совершали гомосексуальные действия, было бы ошибочно считать, что большинство священников-совратителей являются гомосексуалами. Также, по её словам, данные цифры не следует интерпретировать, как связь гомосексуальности с высокой вероятностью сексуального растления детей. По словам Смит, здесь следует проводить аналогию с гомосексуальным поведением в тюрьмах или с псевдогомосексуальными отношениями в культурах, где имеет место жёсткое половое разделение до наступления совершеннолетия. Карен Терри, также участвовавшая в работе над отчётом, тоже призывала разделять гомосексуальное поведение и гомосексуальную ориентацию и не проводить корреляцию между гомосексуальностью и растлением детей.
Отчёт о сексуальном насилии со стороны священников за период 1950—2010 не обнаружил связи между гомосексуальностью и растлением детей. Хотя в середине 1980-х годов число гомосексуальных мужчин, вступающих в духовенство, увеличилось, их приход совпал с падением числа сообщений о сексуальном насилии. При этом в одном из исследований было обнаружено, что доля гомосексуальных мужчин в священстве коррелирует с процентом жертв мужского пола и с общей частотой жестокого обращения, а уровень насилия в последнее время начал расти. Корреляция не равна причинно-следственной связи, и исследования показывают, что сексуальная ориентация сама по себе не является фактором риска для насилия над детьми. Кроме того, данные о сексуальной ориентации священников были взяты из опроса Los Angeles Times с частотой ответа 37 %. Вероятно, что на частоту ответа повлияло пристальное внимание СМИ к духовенству. При этом авторы опроса утверждают, что уровень ответа был приемлемым или высоким.
Исследователь Джон Хьюз также отмечает, что большинство затронутых подростков были старше 14 лет, поэтому, как он утверждает, священников, вступивших с ними в сексуальный контакт, по определению, следует причислять к гомосексуалам, а не к педофилам.

### Влияние на законодательство
Представления о том, что гомосексуальные люди, прежде всего мужчины, склонны к совращению детей и подростков, нашли отражение в том числе и в законодательстве многих стран при установлении возраста сексуального согласия. Так, после легализации однополых отношений между взрослыми в большинстве государств долгое время сохранялось законодательное различие в возрасте согласия для однополых и разнополых сексуальных контактов, а именно для гомосексуальных контактов возраст согласия был выше, чем для гетеросексуальных. Впоследствии в результате либерализации законов в большинстве стран возраст согласия был уравнен. Однако и в 2015 году существуют страны с разным возрастом согласия для гетеросексуальных и гомосексуальных отношений.
В частности, согласно последнему ежегодному отчёту ILGA, неодинаковый возраст сексуального согласия для гомосексуальных и гетеросексуальных контактов по состоянию на май 2015 года был установлен в 15 странах и территориях (в которых однополые контакты между взрослыми являются легальными). Среди них — Бенин, Конго, Кот-д’Ивуар, Габон, Мадагаскар, Нигер, Руанда в Африке; Бахрейн, Индонезия в Азии; Греция и Гернси в Европе; Багамские Острова, Парагвай, Суринам, а также британские заморские территории Ангилья, Бермудские Острова, Британские Виргинские острова, Острова Кайман, Монтсеррат и Теркс и Кайкос в Америке. Возраст согласия в разных странах устанавливается по-разному в зависимости от культурных традиций.
Парламентская ассамблея Совета Европы требует от всех стран — членов Совета Европы введения одинакового минимального возраста согласия для гомосексуальных и гетеросексуальных актов. Европейский суд по правам человека в своих решениях также неоднократно указывал на недопустимость установления разных возрастов сексуального согласия для однополых и разнополых отношений (в частности, дела 2003 и 2004 года против Австрии и Великобритании). Комитет по правам человека ООН и Европейский суд по правам человека называют установление разного возраста согласия для однополых и разнополых отношений примерами дискриминации по признаку сексуальной ориентации и гендерной идентичности.
В средствах массовой информации также нередко постулируется связь гомосексуальности и педофилии. Общественными и религиозными деятелями высказываются мнения и о том, что легализация однополых браков непременно приведёт к легализации педофилии. В частности, по мнению Патриарха Кирилла, следующим витком для обсуждения в обществе после узаконивания однополых браков непременно станет дискуссия о признании педофилии как нормы. В тех странах, где уже узаконены однополые браки или другие правовые формы однополых союзов, обвинениями о связи гомосексуальности и педофилии нередко обосновываются причины запрета однополым парам усыновлять детей.